# 감파하구

감파하 구

감파하구(싱할라어: ගම්පහ දිස්ත්‍රික්කය, 타밀어: கம்பஹா மாவட்டம்)는 스리랑카를 구성하는 25개 구 가운데 하나로 행정 중심지는 감파하이며 면적은 1,387km2, 인구는 2,294,641명(2012년 기준)이다. 행정 구역상으로는 서부 주에 속한다.